# 2021 dans les chemins de fer
| Années des chemins de fer : 2018 - 2019 - 2020 - 2021 - 2022 - 2023 - 2024    |
| Décennies des chemins de fer : 1990 - 2000 - 2010 - 2020 - 2030 - 2040 - 2050 |

## Évènements

### Janvier
- 1er janvier : VFLI change de nom pour devenir Captrain France. Création de Rail Logistics Europe au sein de la SNCF.
- 4 janvier : La Island Line, Ile de Wight, est temporairement fermée pour rénovation et les unités de classe 483 sont retirées du service[1].
- 22 janvier : Ouverture complète de la ligne ferroviaire à grande vitesse Beijing-Shenyang[2].
- 28 janvier : ouverture des quais de Porte de Clichy sur la Ligne 14 du Métro de Paris.

### Février
- 7 février : Transport for Wales Rail reprend la franchise Wales & Borders de KeolisAmey Wales[3].
- 27 février : Mise en service de la ligne 3 de Metrorrey à Monterrey, au Mexique[4].

### Mars
- 4 mars : Ouverture d'un tronçon de 172 km de la voie North-South Railway au Brésil[5].
- 26 mars : Accident ferroviaire de Sohag en Égypte[6].

### Avril
- 1er avril : La ligne Bolshaya Koltsevaya du métro de Moscou est prolongée jusqu'à Mnyovniki[7].
- 2 avril : Déraillement de Hualien à Taïwan[8].
- 6 avril : En Nouvelle-Zélande début du service de transport de passagers Te Huia entre Hamilton et Papakuri[9], y compris l'ouverture d'un nouveau centre de transit à Hamilton[10],[11].

- 10 avril : mise en service de la Ligne 9 du Tramway d'Île-de-France entre Porte de Choisy et Orly - Gaston Viens (eo)[12].
- 18 avril : Accident de train de Qalyubiya en Égypte[13].
- 25 avril : La ligne verte du métro de Taichung entre en service à Taichung[14]. La ligne avait été ouverte au mois de novembre précédent, mais avait été fermée pour être réparée après que des trains aient présenté des attelages défectueux.
- 28 avril : ouverture au public du nouveau bâtiment voyageurs de la gare de Haguenau.

### Mai
- 3 mai : Accident de métro du 3 mai 2021 à Mexico[15].
- 6 mai : Flixtrain commence à exploiter des services de transport de passagers longue distance entre Stockholm et Göteborg[16].
- 10 mai : L'opérateur à accès ouvert de la SNCF, Ouigo España, lance des services de transport ferroviaire de passagers à grande vitesse à bas prix sur la ligne à grande vitesse Madrid-Barcelone[17].
- 24 mai : Collision sur la linge Kelana Jaya en Malaisie[18].

### Juin
- 7 juin : Accident de Daharki : Le Millat Express de Karachi déraille près de Daharki dans la province de Sindh et le Sir Syed Express venant en sens inverse le percute et se renverse, faisant au moins 50 morts[19].
- 23 juin : Renfe lance les services de transport de passagers à bas prix Avlo sur la ligne ferroviaire à grande vitesse Madrid-Barcelone[17].
- 25 juin :
  - Mise en service de la ligne 3 du chemin de fer Lhasa-Nyingchi[20] et du métro de Xiamen[21].
  - Mise en service de la première phase du tramway de Jiaxing[22].
- 27 juin : Ouverture complète de la ligne Tuen Ma, avec un nouveau tronçon entre Hung Hom et Kai Tak[23].
- 28 juin : Ouverture de Ligne ferroviaire à grande vitesse Mianyang-Luzhou (section Neijiang-Zigong-Luzhou), ligne 8 du métro de Hangzhou, ligne ferroviaire interurbaine Hangzhou-Haining, ligne 1 du métro de Shaoxing (section Keqiao-Guniangqiao)[24].
- 29 juin : La ligne 14 du métro de Xi'an entre en service et fusionne avec l'ancienne Airport Intercity Line[25] et mise en service de la ligne 5 du système de transport ferroviaire de Suzhou[26].
- 30 juin : Metro Express (Maurice) prolongé de 2 stations (Phase 2A)[27].

### Juillet
- 5 juillet : Ouverture de l'extension Est de la ligne 2 du LRT de Manille[28].
- 20 juillet : Les inondations du Henan submergent une partie de la ligne 5 du métro de Zhengzhou, tuant 14 personnes[29].

### Août
- 2 août : Mise en service de la ligne rouge foncé du réseau ferroviaire suburbain de Bangkok (SRT)[30].
- 4 août : Collision ferroviaire de Milavče[31].
- 6 août : Ouverture de la dernière section de la ligne rose du métro de Delhi entre Trilokpuri Sanjay Lake et Mayur Vihar Pocket I[32].
- 9 août : Le système de métro léger de Tampere est mis en service avec les lignes 1 et 3[33],[34],[35].
- 18 août : Ouverture du premier tronçon de la ligne 1 du tramway de Foshan Nanhai[36].
- 26 août : La ligne 7 et la ligne Batong du métro de Pékin prolongées jusqu'à la station Universal Resort[37].
- 28 août : Ouverture de la phase 2 de la ligne MRT Thomson-Côte Est[38].
- 29 août : Mise en service de la ligne 1 et de la ligne Batong du métro de Pékin[39].
- 30 août : Ouverture de l'extension du Center City Corridor du service de tramway LYNX à Charlotte, en Caroline du Nord[40].

### Septembre
- 15 septembre : Euro Cargo Rail change de nom pour devenir DB Cargo France.
- 20 septembre : Royaume-Uni : ouverture de l'extension de la Northern line du métro de Londres de Kennington à Battersea Power Station[41].
- 25 septembre : Déraillement d'un train dans le Montana[42].

### Octobre
- 2 octobre : Ouverture de l'extension Northgate Link à Seattle[43].

- 22 octobre : la SNCF vend Ermewa à la Caisse de dépôt et placement du Québec et à la société DWS (en).
- 22 octobre : réouverture de la ligne de fret Perpignan - Rungis[44].
- 25 octobre : Ouverture de la ligne T3 du tramway AntRay à Antalya entre les stations Varsak et Müze[45].
- 31 octobre : Accident ferroviaire de Salisbury en Angleterre[46].

### Novembre

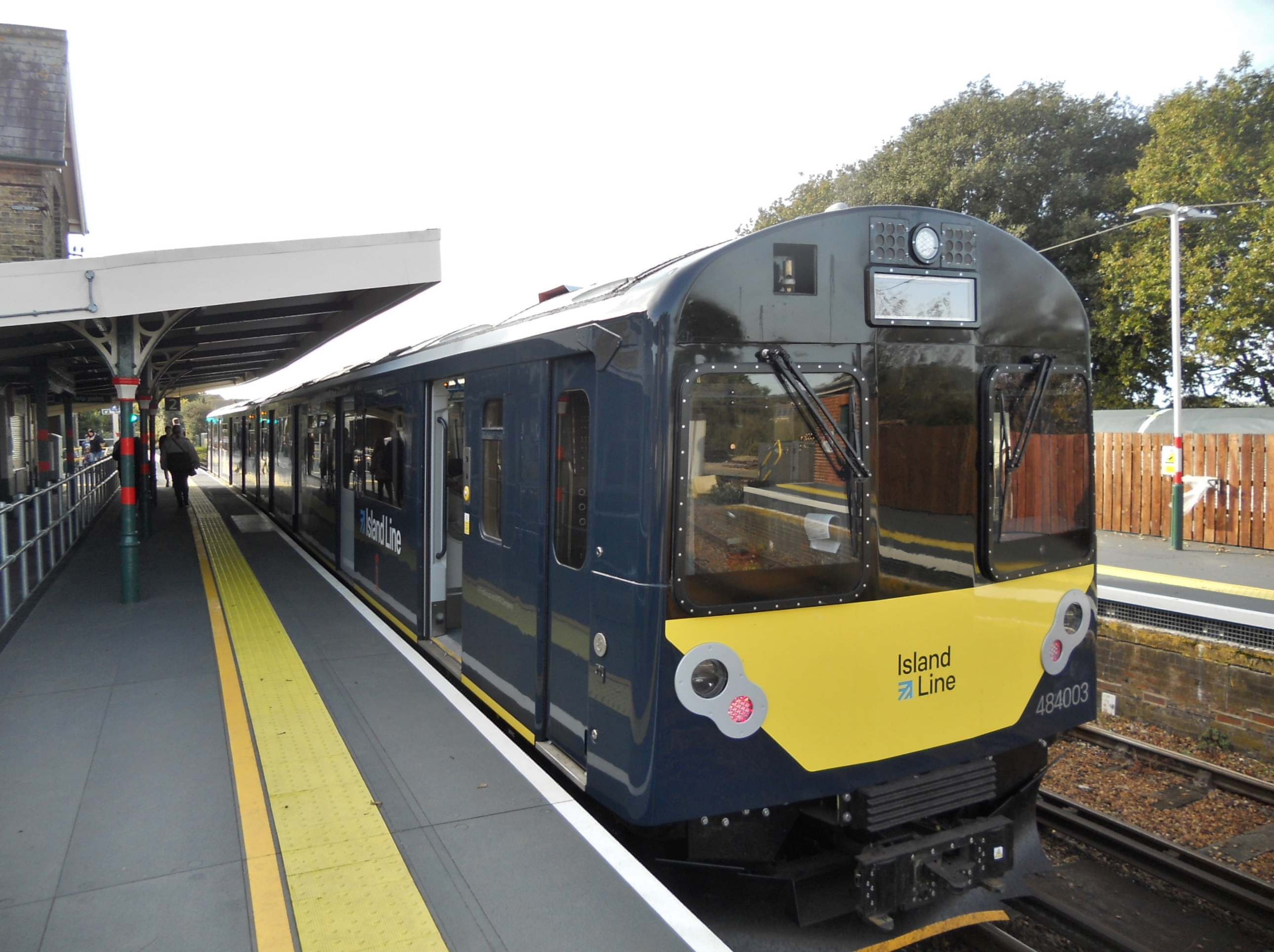
Unités de classe 484 en service à la gare de Sandown sur la Island Line, Ile de Wight.

- 1er novembre : La Island Line, Ile de Wight a repris le service après des améliorations et a commencé à utiliser des unités de classe 484[47].

- 6 novembre : Ouverture du métro de Hanoi. La première ligne 2A (ligne Cat Linh) a commencé à fonctionner[48].
- 18 novembre : Le service Amtrak Cascades redémarre sur le Point Defiance Bypass. La ligne ferroviaire avait été fermée en 2017 après que le trajet inaugural du service dans le corridor ait provoqué un déraillement[49].
- 20 novembre : Les services réguliers de transport de passagers reprennent sur la ligne Dartmoor entre Crediton et Okehampton[50].
- 21 novembre :
  - L'extension du Mid-Coast Trolley de la ligne bleue du San Diego Trolley est mise en service à San Diego, en Californie[51].
  - La première rame automotrice électrique à écartement normal des Chemins de fer nationaux des Philippines, destinée à la ligne de banlieue Nord-Sud, a été livrée[52].

### Décembre
- 3 décembre : 
  - Ouverture de la ligne ferroviaire Boten-Vientiane[53].
  - Ouverture de la ligne ferroviaire Yuxi-Mohan[54].
- 7 décembre : Ouverture de 10 stations de la ligne Bolshaya Koltsevaya du métro de Moscou, entre Mnyovniki et Kakhovskaya[55].
- 11 décembre : Ouverture du tunnel du centre-ville de Stadtbahn de Karlsruhe[56].
- 12 décembre : réouverture (après modernisation) de la ligne Épinal - Saint-Dié-des-Vosges[57].
- 12 décembre : remise en service du train de nuit Paris-Austerlitz / Les Aubrais - Tarbes / Lourdes[58].
- 16 décembre : Kaohsiung commence la mise à l'essai du tronçon entre les stations Gushan District Office et TRA Museum of Fine Arts sur le tramway circulaire de Kaohsiung[59].
- 17 décembre : Ouverture de l'extension de la ligne 4 du métro de São Paulo vers Vila Sônia[60],[61].
- 18 décembre : Trenitalia concurrence la SNCF sur la LGV Paris - Lyon - Milan[62],[63].
- 27 décembre : la première phase de la nouvelle ligne suburbaine dite du « TER de Dakar » a été inaugurée par le président du Sénégal[64],[65],[66].
- 28 décembre: 
  - Ouverture de la section inaugurale du métro de Kanpur avec neuf stations[67].
  - Ouverture de la ligne S6 du métro de Nanjing, et de l'extension ouest de la ligne 2[68].
- 29 décembre : Ouverture du prolongement de la ligne 15 du métro de São Paulo jusqu'à Jardim Colonial[69].
- 31 décembre : Ouverture des lignes 11, 17 et 19, prolongements du Capital Airport Express, de la ligne Changping, de la ligne S1 et de la ligne 16 ; et sections centrales des lignes 8 et 14 du métro de Pékin[70],[71].

### Nombre de kilomètres de voies ajoutés en 2021
| Pays          | Métro léger | Métro  | RER   | Tramway | Total  |
| ------------- | ----------- | ------ | ----- | ------- | ------ |
| Afrique       | 2,6         |        | 36    | 3,5     | 42,1   |
| Algérie       |             |        |       | 3,5     | 3,5    |
| ïle Maurice   | 2,6         |        |       |         | 2,6    |
| Sénégal       |             |        | 36    |         | 36     |
| Amérique      | 24,3        | 10,7   | 0     | 4       | 39     |
| Brésil        |             | 3,2    | 0     |         | 3,2    |
| Etats-Unis    | 24,3        |        |       | 4       | 28,3   |
| Mexique       |             | 7,5    |       |         | 7,5    |
| Asie          | 27,1        | 1093   | 210,4 | 38,3    | 1368,8 |
| Azerbaïdjan   |             | 1,4    |       |         | 1,4    |
| Chine         | 27,1        | 963,7  | 148,4 | 31,6    | 1170,8 |
| Corée du Sud  |             | 8      | 36    |         | 44     |
| Dubaï         |             | 13,4   |       |         | 13,4   |
| Inde          |             | 37,4   |       |         | 37,4   |
| Iran          |             | 6,5    |       |         | 6,5    |
| Philippines   |             | 3,8    |       |         | 3,8    |
| Qatar         |             |        |       | 2,6     | 2,6    |
| Singapour     |             | 14     |       |         | 14     |
| Taîwan        |             | 17     |       |         | 17     |
| Taïwan        |             |        |       | 4,1     | 4,1    |
| Thaïlande     |             | 15     | 26    |         | 41     |
| Vietnam       |             | 12,8   |       |         | 12,8   |
| Europe        | 3,2         | 35,7   | 25,4  | 77,2    | 141,5  |
| Allemagne     | 3,2         |        |       | 8,3     | 11,5   |
| Autriche      |             | 1,4    |       | 1,7     | 3,1    |
| Belgique      |             |        |       | 1,7     | 1,7    |
| Bulgarie      |             | 4      |       |         | 4      |
| Espagne       |             | 2,4    |       |         | 2,4    |
| Finlande      |             |        |       | 16,1    | 16,1   |
| France        |             |        |       | 10,3    | 10,3   |
| Grèce         |             |        |       | 2,5     | 2,5    |
| Hongrie       |             |        | 25,4  |         | 25,4   |
| Italie        |             | 1,7    |       |         | 1,7    |
| Pologne       |             |        |       | 4,7     | 4,7    |
| Roumanie      |             |        |       | 3,8     | 3,8    |
| Royaume-Uni   |             | 3,2    |       |         | 3,2    |
| Russie        |             | 21     |       | 2,4     | 23,4   |
| Suède         |             |        |       | 1,1     | 1,1    |
| Suisse        |             |        |       | 2,1     | 2,1    |
| Turquie       |             | 2      |       | 22,5    | 24,5   |
| Total général | 57,2        | 1139,4 | 271,8 | 123     | 1591,4 |